# Transformacja Holsteina-Primakoffa
Transformacja Holsteina-Primakoffa jest transformacją w mechanice kwantowej pozwalającą na wygenerowanie operatorów o spinowych regułach komutacji z operatorów kreacji i anihilacji dla oscylatora harmonicznego(operatory bozonowe)
Nowe operatory są opisywane następującymi wzorami:
{\displaystyle {\hat {X}}_{i}^{+}={\sqrt {2S}}\varphi ({\hat {n}}_{i})a_{i},}
{\displaystyle {\hat {X}}_{i}^{-}={\sqrt {2S}}a_{i}^{\dagger }\varphi ({\hat {n}}_{i}),}
{\displaystyle {\hat {X}}_{i}^{z}=S-{\hat {n}}_{i},}
gdzie:
{\displaystyle \varphi ({\hat {n}}_{i})={\sqrt {1-{\frac {{\hat {n}}_{i}}{2S}}}},}
{\displaystyle S} – spin cząstki opisywanej za pomocą operatorów {\displaystyle X,}
{\displaystyle a_{i}^{\dagger },a_{i}} – operatory kreacji i anihilacji kwantowego oscylatora harmonicznego (operatory bozonowe).
Opisane w powyższy sposób operatory spełniają reguły komutacji charakterystyczne dla operatorów spinowych. Transformacja Holsteina-Primakoffa ma zastosowanie np. do opisu spinowych wzbudzeń kolektywnych – fal spinowych w krysztale w ramach modelu Heisenberga. Problemem pojawiającym się przy transformacji Holsteina-Primakoffa jest różnica w wymiarach przestrzeni, w których działają operatory bozonowe (stanów jest nieskończenie wiele) oraz operatory o spinowych relacjach komutacji(liczba stanów spinowych jest ograniczona do 2S+1). Niedogodność tą omija się narzucając ograniczenie w postaci warunku: {\displaystyle {\frac {\hat {n_{i}}}{2S}}\ll 1,} co odpowiada ograniczeniu się do stanów leżących blisko stanu podstawowego (zakres niskich temperatur). Transformacja Holsteina-Primakoffa jest przykładem bozonizacji.